# Lanao du Sud
Lanao del Sur est une province des Philippines.

## Villes et municipalités
Municipalités
- Bacolod-Kalawi
- Balabagan
- Balindong
- Bayang
- Binidayan
- Buadiposo-Buntong
- Bubong
- Bumbaran
- Butig
- Calanogas
- Ditsaan-Ramain
- Ganassi
- Kapai
- Kapatagan
- Lumba-Bayabao
- Lumbaca-Unayan
- Lumbatan
- Lumbayanague
- Madalum
- Madamba
- Maguing
- Malabang
- Marantao
- Marogong
- Masiu
- Mulondo
- Pagayawan
- Piagapo
- Picong
- Poona Bayabao
- Pualas
- Saguiaran
- Sultan Dumalondong
- Tagoloan II
- Tamparan
- Taraka
- Tubaran
- Tugaya
- Wao

Villes
- Marawi